# Idaea bilinearia
Idaea bilinearia là một loài bướm đêm trong họ Geometridae.